# Portrait d'Edward Grimston
Le Portrait d'Edward Grimston est un tableau du peintre primitif flamand Petrus Christus réalisé en 1446. L'œuvre est la propriété du comte de Verulan à Gothambury, un descendant d'Edward Grimston, et est en prêt permanent à la National Gallery à Londres. Le tableau a été réalisé la même année que le Portrait d'un Chartreux, et est construit sur le même canevas.

## Personnage
Edward Grimston (aussi orthographié Edward Grymeston) était un diplomate au service du roi Henri VI d'Angleterre. Il tient dans sa main droite une chaîne formée de « S » successifs, un emblème de la famille des Lancaster. Sur le mur derrière lui se trouvent deux écus avec leurs armes qui permettent de l’identifier.
Edward Grimston était ambassadeur de Henri VI à la cour de Philippe le Bon dans les années 1440. Il a séjourné à Calais et à Bruxelles. Il lui était donc facile de se rendre à Bruges, lieu de résidence de Petrus Christus. Edward Grimston (mort en 1478) avait un fils, aussi nommé Edward (-1520) dont le fils Edward (en) (1508?-1600) était  « comptroller of Calais and the marches » au moment où François duc de Guise reprend Calais en 1558.

## Description
Le diplomate est présenté, comme le Chartreux, dans un espace fermé, dans  l'angle d'un local délimité par un plafond en poutres de bois et un mur latéral éclairé par une fenêtre ronde qui est source de lumière pour le visage de Grimston. Les vêtements en rouge et bleu foncé dont les tissus portent des motifs brodés, la chaîne d'or autour du cou dénotent un personnage riche. La signature du peintre, en capitales ornementales, est composée d'une marque en forme de cœur suivie de « PETRVS·XPI » et en dessous de « ME·FECIT·A° 1446 »  sur fond marbré vert. Toutefois, fait inhabituel, la signature est au revers du panneau. Les deux lignes de l’inscription sont différentes : la première est en couleur rouge aux contours noirs, la deuxième en deux tons de rouge aux contours noirs. Les fioritures sont maladroites; même si la date ne doit pas être mis en doute, l'inscription n'a probablement pas été peinte par Petrus Christus lui-même. Pendant quelque temps, le Portrait d'Edward Grimston était considéré comme le pendant du célèbre Portrait d'une jeune fille, qui était vue comme la première épouse d'Edward Grimston. La datation si différente des deux portraits (la Jeune fille date de 1470, Grimston de 1446) et d'autres considérations font pencher maintenant vers d'autres interprétations.

## Comparaison avec leChartreux
La réflectographie infrarouge du Portrait de Grimston et la pose d'un calque sur le Portrait du Chartreux montrent que la première version de la tête du chartreux et celle d'Edward Grimston sont trait pour trait identiques. La finition du Portrait de Grimston est faite avec moins de soin que celle du Portrait du Chartreux, notamment pour le modelé du visage. La comparaison est rendue difficile par le fait que le Chartreux est particulièrement bien conservé, tandis que le Grimston est endommagé et montre une usure importante du glacis supérieur. En revanche, les détails de l'environnement sont rendus sur le premier, et absents sur le deuxième. Ces différences pourraient venir du fait qu'Edward Grimston avait peu de temps pour des séances de pose, alors que le Chartreux, s'il résidait au monastère du Val-de-Grâce près de Bruges, était plus disponible.
La ressemblance physique entre les visages de Grimston et du Chartreux est si grande que l'on a suggéré qu'il puisse s'agir du même homme, à des âges différents.

## Autres portraits
Sans être un portraitiste productif comme Hans Memling, Petrus Christus a réalisé d'autres portraits, souvent très différents. Le Portrait d'un jeune homme à la National Gallery (vers 1450-1460) place le jeune homme dans un cadre ouvert des deux côtés sur un paysage, alors que le Portrait d'homme du musée d'art du comté de Los Angeles (vers 1465-1470) est un portrait resserré, sur fond noir. C'est encore le dessin du Portrait de l'homme au faucon du Städelsches Kunstinstitut (vers 1445-1450) qui ressemble le plus, par le placement du personnage dans  un coin, aux « portraits en coin » de Grimsten et du Chartreux.

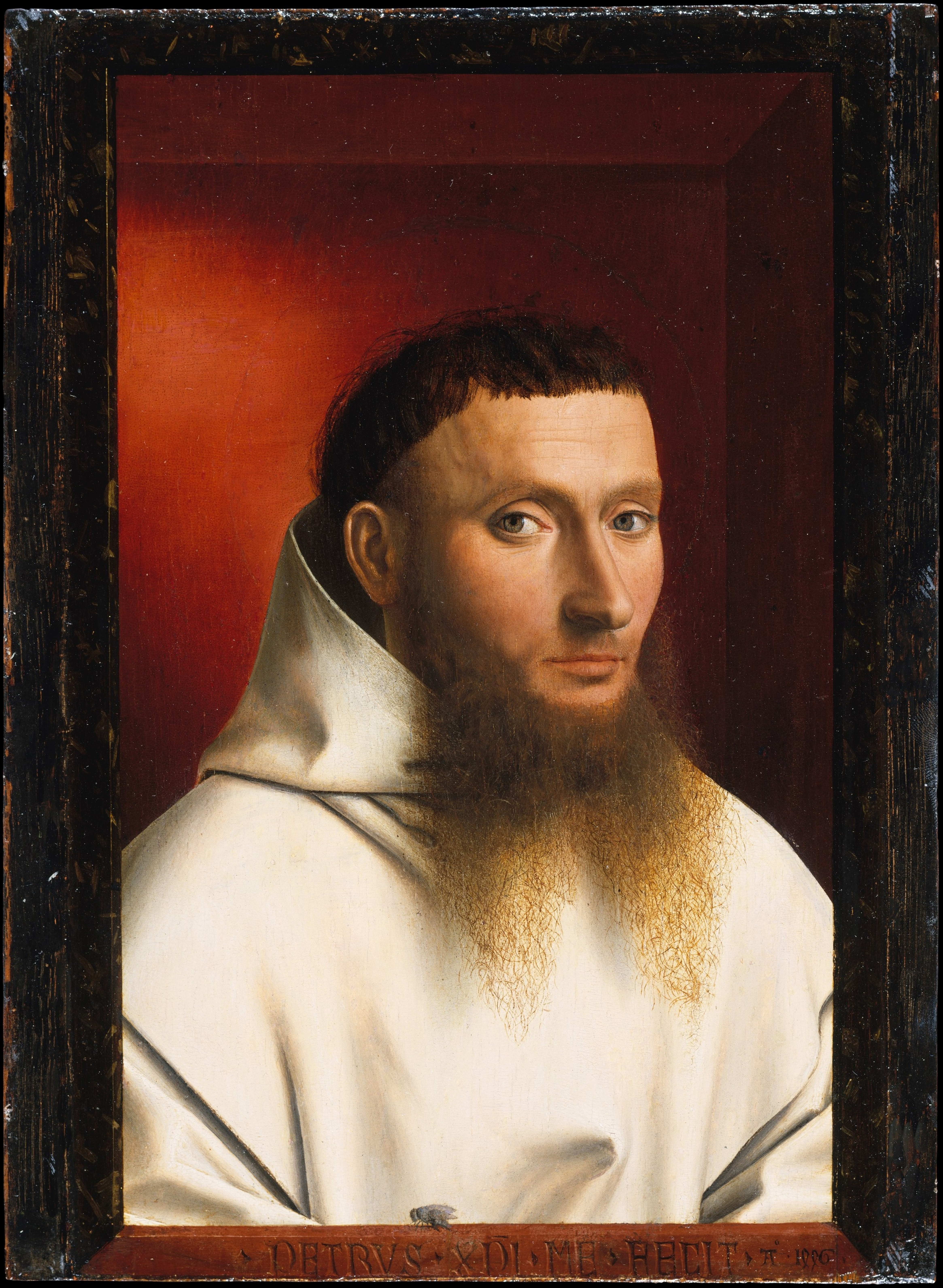
Portrait d'un Chartreux, Metropolitan Museum of Art.
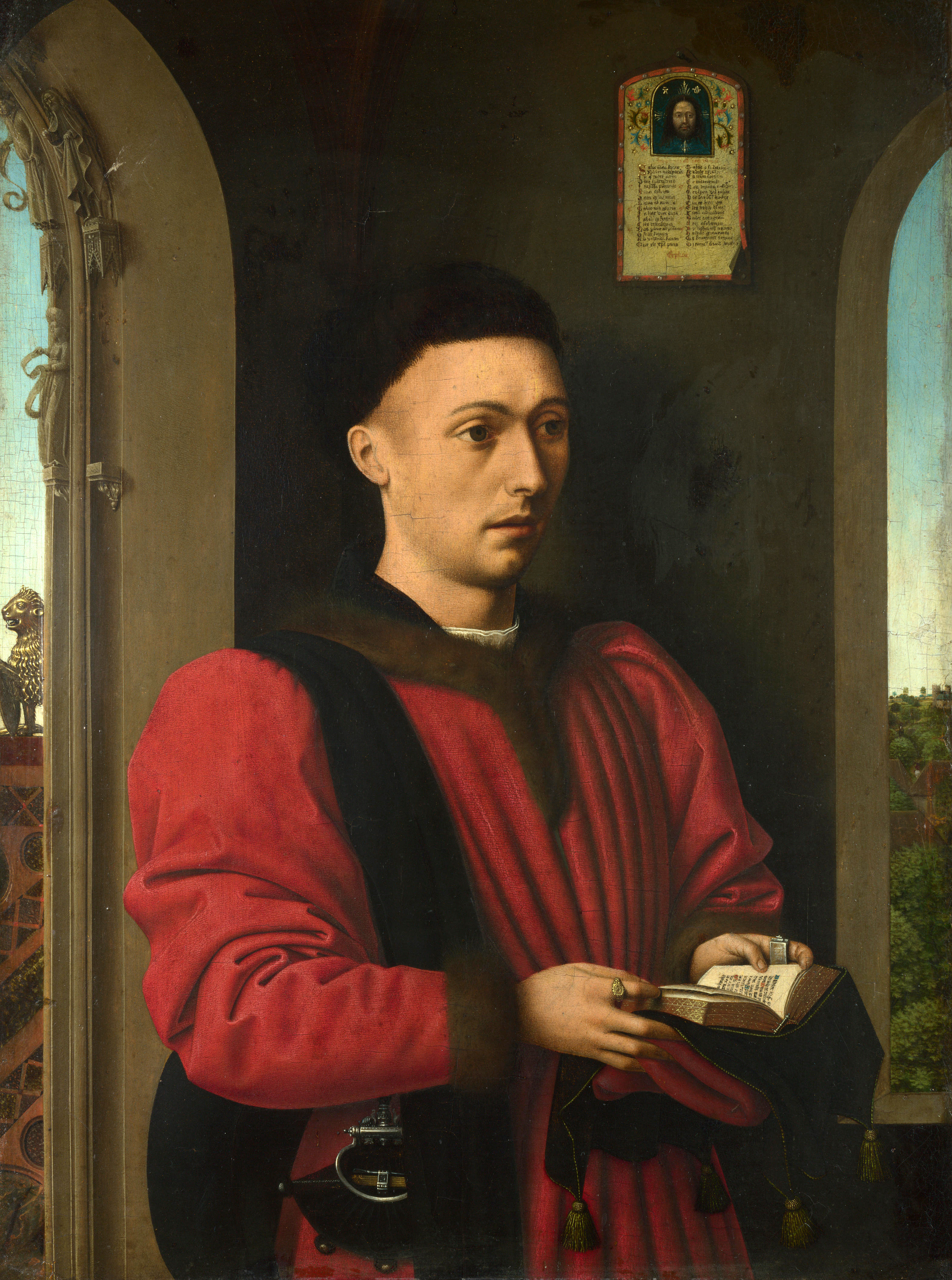
Portrait d'un jeune homme, National Gallery.
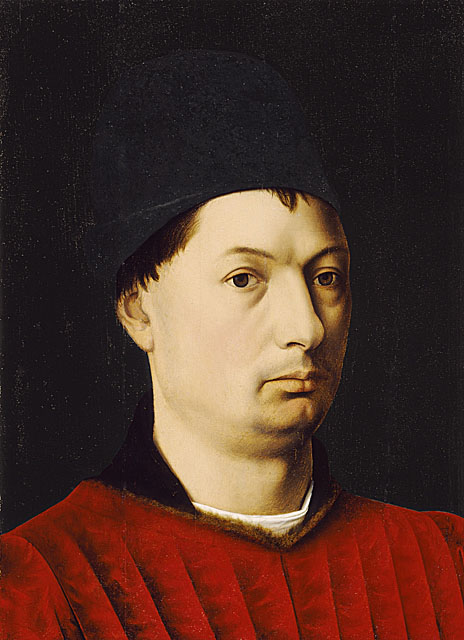
Portrait d'homme, musée d'art du comté de Los Angeles
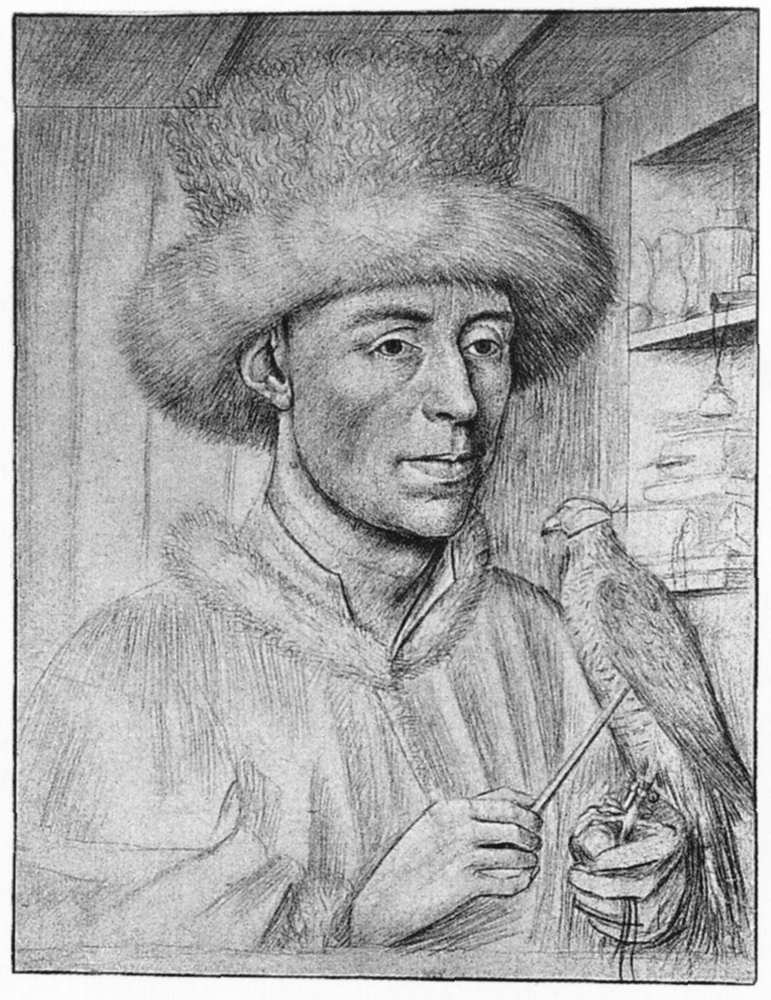
Portrait  l'homme au faucon, Städel